# Jason Scheff
Jason Randolph Scheff (San Diego, 16 aprile 1962) è un bassista statunitense, membro del gruppo Chicago.

## Biografia
A metà del 1985, il 23enne Scheff si unì alla band Chicago, dopo che Peter Cetera aveva lasciato la band per continuare la sua carriera da solista.
La sua voce solista ha debuttato nel singolo del 1986 "25 or 6 to 4", un remake del loro successo del 1970, seguito da "Will You Still Love Me?".
Nel 2005, Scheff e Robert Lamm, hanno convinto la band a registrare Chicago XXX, il loro primo album di inediti da Twenty 1 del 1991.

## Discografia

### Solista
- Chaunchy, 1997
- Here I Am, 2019

### Con i Chicago
- 1986 - Chicago 18
- 1988 - Chicago 19
- 1991 - Twenty 1
- 1995 - Night & Day Big Band
- 1998 - Chicago XXV: The Christmas Album
- 2006 - Chicago XXX
- 2008 - Chicago XXXII: Stone of Sisyphus
- 2011 - Chicago XXXIII: O Christmas Three
- 2013 - Chicago XXXV: The Nashville Sessions
- 2014 - Chicago XXXVI: Now